# 3558 Shishkin
3558 Shishkin eller 1978 SQ2 är en asteroid i huvudbältet som upptäcktes den 26 september 1978 av den sovjetisk-ryska astronomen Ljudmila Zjuravljova vid Krims astrofysiska observatorium på Krim. Den har fått sitt namn efter den ryske målaren Ivan Sjisjkin.
Asteroiden har en diameter på ungefär 8 kilometer.